# Peter Beardsley
Peter Andrew Beardsley (* 18. Januar 1961 in Newcastle upon Tyne) ist ein ehemaliger englischer Fußballspieler, der sowohl national als auch international mehr als fünfzehn Jahre lang professionell spielte.

## Karriere
Nachdem Beardsley die Jugendzeit bei seinem Heimatverein Newcastle United verbracht hatte, spielte er in Gillingham, Cambridge United, Burnley und Oxford. Größere Bekanntheit erarbeitete er sich dann durch gute Leistungen bei Carlisle United und den kanadischen Vancouver Whitecaps. Nach einem kurzen Gastspiel bei Manchester United, wo er nur in einem Ligapokalspiel zum Einsatz gekommen war, schloss er sich zu Beginn der Saison 1983/84 wieder den Magpies an.
Aufgrund seiner Schnelligkeit im Antritt und technischen Fähigkeiten im Spiel direkt hinter den Angreifern war der Stürmer bei den Zuschauern in Newcastle sehr beliebt und schoss in vier Jahren 61 Tore. In seiner ersten Saison gelang ihm dabei in einer von Kevin Keegan (in seiner letzten Saison) als Mannschaftskapitän angeführten Mannschaft der Aufstieg in die erste Liga.
Während seiner Zeit in Newcastle wurde Beardsley Stammspieler in der englischen Nationalmannschaft und stürmte gemeinsam mit Gary Lineker, der Beardsley als besten Sturmpartner für ihn lobte. England erzielte sieben Tore während der WM 1986 in Mexiko und Lineker steuerte sechs Tore dazu bei, was ihm die Torjägerkrone einbrachte. Das einzige Tor, das nicht Lineker erzielte, schoss Beardsley in der zweiten Runde gegen Paraguay, das mit 3:0 besiegt wurde.
Im Jahr 1987 wechselte Beardsley für eine Ablösesumme von 1,9 Millionen britische Pfund an die Anfield Road zum FC Liverpool unter dem damaligen Trainer Kenny Dalglish. Dort gewann er in der ersten Saison seinen ersten englischen Titel, als Liverpool die Meisterschaft gewann. Beardsley wurde dabei aufgrund seiner Treffsicherheit zum Lieblingsspieler der Zuschauer auf der Kop-Tribüne. Bei den insgesamt nur drei Saisonniederlagen war jedoch der Abschluss enttäuschend, als die 0:1-Niederlage im FA-Cup-Finale gegen den FC Wimbledon das Double verhinderte.
Liverpool gewann den FA Cup im darauffolgenden Jahr, konnte jedoch den Meistertitel durch einen Gegentreffer in der Schlussminute des letzten Saisonspiels gegen den FC Arsenal nicht verteidigen. Im Jahr 1990 konnte Liverpool die Meisterschaft zurückholen, aber Dalglish trat unmittelbar danach zurück und Beardsley musste erkennen, dass er unter dem neuen Trainer Graeme Souness nicht weiter Stammspieler sein würde, obwohl er seinen Platz in der englischen Nationalmannschaft verteidigen konnte und während der EM 1988 und der  WM 1990 zum Einsatz gekommen war.
Beardsley wechselte innerhalb der Stadt zum Rivalen FC Everton, das im Normalfall für eine große Antipathie bei den Liverpool-Anhängern gesorgt hätte. Diese blieb aus, da auch die Fans die Tatsache, dass Beardsley seine Stammposition verloren hatte, nicht nachvollziehen konnten. In Everton zeigte er weiter gute Leistungen und sorgte in zwei Jahren für 25 Tore, wobei Titel jedoch ausblieben.
Im Jahr 1993 kehrte Beardsley heim nach Newcastle, als dort sein früherer Mitspieler und Sturmpartner Kevin Keegan die sportliche Leitung übernommen hatte. Er wurde wieder in die englische Nationalmannschaft berufen und beendete seine internationale Karriere im Jahr 1996 nach insgesamt 59 Länderspielen. Während seines zweiten Engagements in Newcastle knüpfte Beardsley an frühere Erfolge an und führte den Verein 1996 als Kapitän zur Vizemeisterschaft und verpasste dabei seinen dritten englischen Meistertitel im Kampf gegen Manchester United nur knapp. Ein Jahr später verließ er Newcastle und schloss sich den Bolton Wanderers an. Differenzen mit Colin Todd sorgten dafür, dass er sich dort nicht etablieren konnte und nachdem er an Manchester City ausgeliehen wurde, wechselte Beardsley dann zum FC Fulham, bevor er dann beim niederklassigen Hartlepool United seine Fußballerkarriere ausklingen ließ und im Alter von 38 Jahren zurücktrat.
Aufgrund seiner Verdienste für den englischen Fußball wurde Beardsley 1995 mit dem Order of the British Empire als MBE ausgezeichnet.
Heute ist er im Trainerstab der Fußballakademie bei Newcastle United. Er ist verheiratet und hat eine Tochter und einen Sohn.

## Sonstiges
Peter Beardsley belegte als Mitglied der Band Englandneworder mit dem Titel World In Motion, der anlässlich der Fußball-Weltmeisterschaft 1990 in Italien aufgenommen wurde, Platz 1 der UK-Charts.

## Erfolge
- Englischer Meister: 1988, 1990
- FA-Cup-Sieger: 1989
- Charity-Shield-Sieger: 1988, 1989, 1990